# L'Étalon d'argent
L'Étalon d'argent (The Silver Brumby) est un film australien sorti en 1993, tiré du roman du même nom écrit par Elyne Mitchell.

## Distribution
- Caroline Goodall : Elyne Mitchell
- Amiel Daemion : Indi Mitchell
- Russell Crowe : l’Homme / Egan
- Johnny Raaen : Jock
- Buddy Tyson : Darcy
- Graeme Fullgrabe : l'enchérisseur
- Gary Amos : cavalier no 1

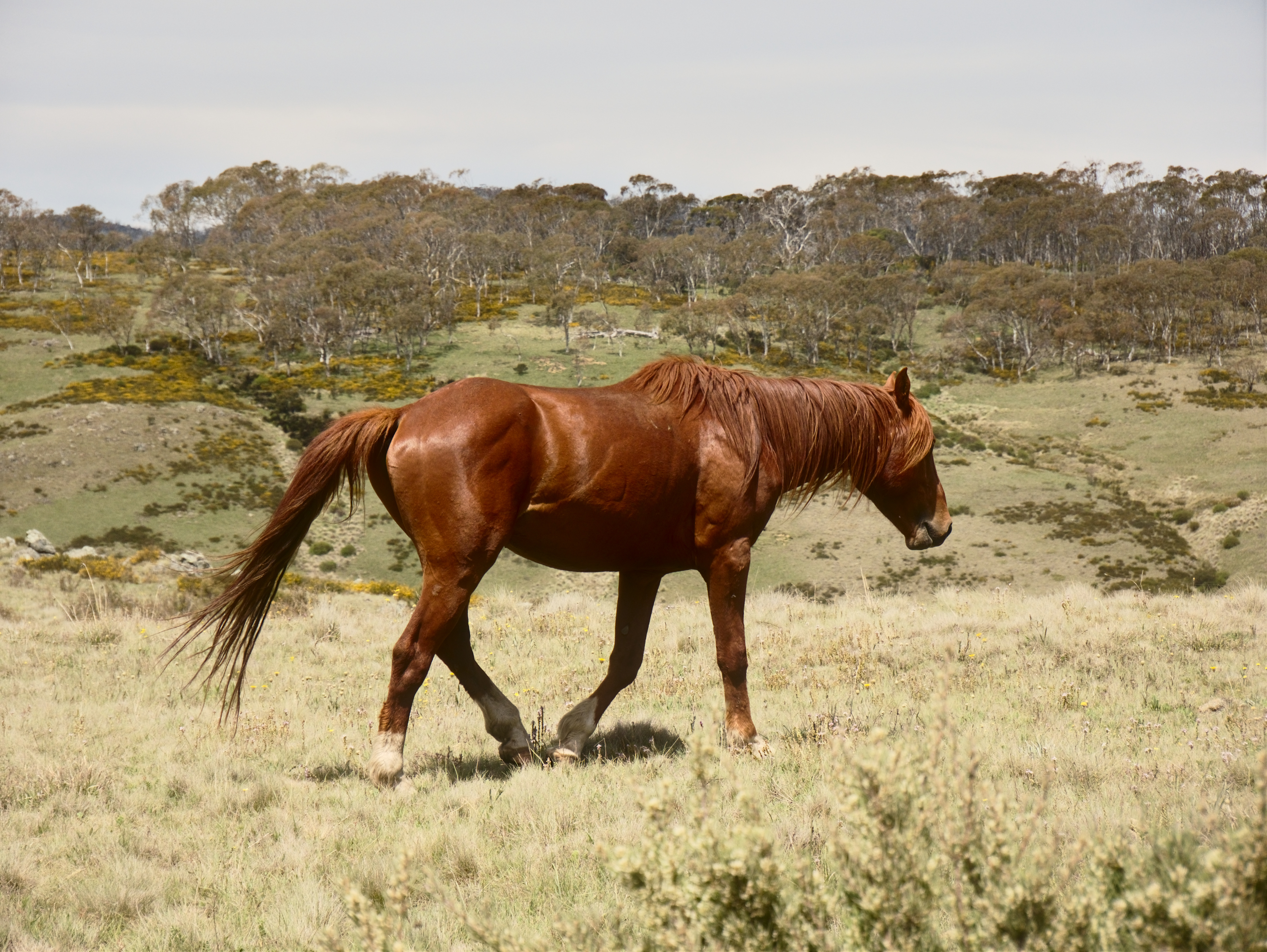
Brumby, near Long Plain Road, NSW

- Murray Chesson : cavalier no 2
- John Coles : cavalier no 3
- Danny Cook : cavalier no 4
- Peter Faithfull : cavalier no 5
- Richard Faithfull : cavalier no 6
- Cody Harris : cavalier no 7
- Ken Mitchell : cavalier no 8
- Charles A. Harris : cavalier no 9